# Trichobaptria obscurior
Trichobaptria obscurior är en fjärilsart som beskrevs av Thierry-mieg 1910. Trichobaptria obscurior ingår i släktet Trichobaptria och familjen mätare. Inga underarter finns listade i Catalogue of Life.